# Albert Lilar
Albert Jean Julien François Lilar (Antwerpen, 21 december 1900 - aldaar, 16 maart 1976) was een Belgisch liberaal politicus, waaronder minister. Hij was een Franssprekende Vlaming.

## Levensloop
Lilar promoveerde tot doctor in de rechten (1922) aan de ULB en werd advocaat in Antwerpen. Hij trad toe tot de raad van de Orde en werd stafhouder. Hij was ook licentiaat in het zeerecht en werd in 1945 hoogleraar aan de ULB.
Hij trouwde in 1929 met Suzanne Verbist (1901-1992), die naam maakte als de schrijfster Suzanne Lilar. Hun dochter (1930-2016) werd eveneens een gerenommeerd auteur onder de naam Françoise Mallet-Joris. Een andere dochter, Marie Fredericq-Lilar (1934), was een kunsthistorica van de 18e eeuw.
Lilar was een liberaal senator. Hij was provinciaal senator van 1946 tot 1949 en senator voor het arrondissement Antwerpen van 1949 tot 1971.
Hij was herhaaldelijk minister van Justitie (1946-1947, 1949-1950, 1954-1958 en 1960-1961), alsook vicepremier en minister van Algemeen Bestuur en Administratieve Hervormingen (1958-1960).
In de repressieperiode was hij, als minister van Justitie, voorstander voor een redelijke aanpak. Zo werden onder zijn ministerschap geen doodstraffen uitgevoerd en werd in november 1946 binnen het ministerie een Dienst Wederopvoeding, Reclassering en Voogdij (DWRV) opgericht, die de resocialisering van de collaborateurs beoogde, onder meer door het cultureel leven te stimuleren in de interneringskampen.
In 1969 werd Albert Lilar benoemd tot minister van Staat. Hij werd in 1976 in de adelstand opgenomen, met de persoonlijke titel van baron. Hij overleed voor dit kon worden bevestigd, maar het werd niettemin in 1977 postuum geregulariseerd.